# Tmesisternus helleri
Tmesisternus helleri là một loài bọ cánh cứng trong họ Cerambycidae.